# Carl Mårten Fleetwood

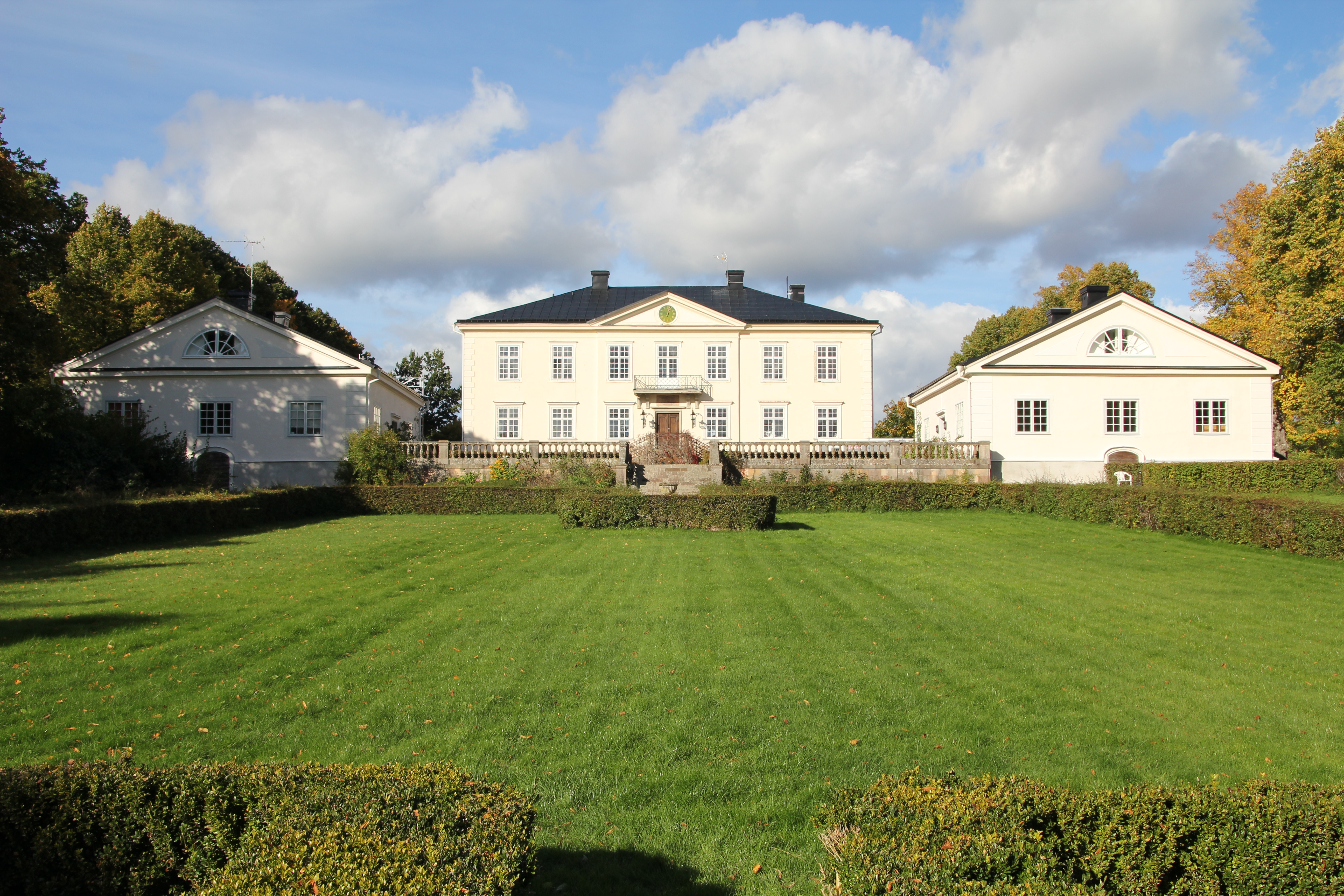
Lindö gård i oktober 2012.

Carl Mårten Fleetwood, född 22 januari 1703 i Jönköping, död 2 april 1751 i Nyköping, var en svensk friherre och landshövding i Hallands län 1745–1750 och Södermanlands län 1750–1751. Han var, genom sin hustru, herre till Lindö i Runtuna socken och till Nääs i Bärbo socken, båda i Södermanland.
Fleetwood blev hovjunkare 1720, jaktjunkare 1727, kammarherre 1731, hovjägmästare 1731 och hovmarskalk 1742. Samma år blev han vice landshövding i Södermanland. Han blev landshövding i Halland 1745, en post han 1750 bytte mot att bli landshövding i Södermanland. Han blev riddare av Nordstjärneorden 1748 

## Familj
Fleetwood gifte sig 1734 i Stockholm med Maria Eleonora Stralenberg. Hon levde 1719–1761 och var dotter till stadsmajoren Peter Sigfrid Tabbert, adlad Stralenberg, och dennes första hustru Catharina Elisabet von Berchner. Paret fick tolv barn, varav två söner och fem döttrar uppnådde vuxen ålder.
- Fredrik Ulrik, 1738–1756.
- Vilhelmina Charlotta, 1739–1805.
- Brita Margareta, 1740–1812.
- Carl Hartvig, 1742–1824. Han var far till Carl Johan Fleetwood.
- Ulrika Eleonora, 1744–1813. Hon gifte sig 1763 med majoren, friherre Fredrik von Ungern-Sternberg på Äs i Julita socken och ärvde efter föräldrarna Nääs säteri i Bärbo.
- Gustava Benedikta, 1749–1817.
- Hedvig Carolina, 1750–1787.

### Fotnoter
1. ↑  Hallands historia och beskrivning: Carl Mårten Fletvood